# 이언경
이언경은 대한민국의 채널A 아나운서 출신 언론인이다.

## 학력
- 부산광역시 소재 데레사여자고등학교 졸업
- 1999년, 부산대학교 사회과학대학 신문방송학과 졸업 (학사)

## 경력
- 1998년 12월, 부산방송(PSB) 작가 겸 리포터
- 1999년 ~ 2003년, 원주 MBC 라디오 프로그램 진행, 저녁 뉴스 아나운서
- MBN 앵커 (프리랜서로 시작해 정규직이 됨, 8년간 근무)[2]
- ? ~ 2016년, 채널A 편성본부 아나운서팀 팀장, 문화과학부 차장
- 2016년 7월, 방송제작사 자몽넷(者夢Net) 설립 (대표)

## 진행

### MBN
- 박경철의 공감 플러스
- MBN 남산토론
- 뉴스 M

### 채널A
- 2012년, 뉴스 쇼 A타임
- 뉴스A
- 2012년 ~ 2016년, 이언경의 직언직설
- 2013년, 뉴스 와이드

### 팟캐스트
- 2019년, 김용민의 측면승부

## 저서
- 2016년 11월, 《남자를 이긴 여자들》, 이언경, 스노우폭스북스